# Liste des députés européens d'Irlande (pays) de la 8e législature

Cet article présente la liste des députés européens d'Irlande élus lors des élections européennes de 2014 en Irlande.

## Liste
| Nom                | Circonscription     | Parti | Parti       | parlementaire européen | Portrait |
| ------------------ | ------------------- | ----- | ----------- | ---------------------- | -------- |
| Lynn Boylan        | Dublin              |       | Sinn Féin   | GUE/NGL                |          |
| Matt Carthy        | Midlands–North-West |       | Sinn Féin   | GUE/NGL                |          |
| Nessa Childers     | Dublin              |       | Indépendant | S&D                    |          |
| Deirdre Clune      | South               |       | Fine Gael   | PPE                    |          |
| Brian Crowley      | South               |       | Fianna Fáil | CRE                    |          |
| Luke Ming Flanagan | Midlands–North-West |       | Indépendant | GUE/NGL                |          |
| Marian Harkin      | Midlands–North-West |       | Indépendant | ADLE                   |          |
| Brian Hayes        | Dublin              |       | Fine Gael   | PPE                    |          |
| Seán Kelly         | South               |       | Fine Gael   | PPE                    |          |
| Mairead McGuinness | Midlands–North-West |       | Fine Gael   | PPE                    |          |
| Liadh Ní Riada     | South               |       | Sinn Féin   | GUE/NGL                |          |

## Représentation politique
| Groupe | Groupe                                                                    | Sièges | +/-           |
| ------ | ------------------------------------------------------------------------- | ------ | ------------- |
|        | Groupe du Parti populaire européen                                        | 4 / 11 | en stagnation |
|        | Alliance progressiste des socialistes et démocrates au Parlement européen | 1 / 11 | 3             |
|        | Conservateurs et réformistes européens                                    | 0 / 11 | en stagnation |
|        | Alliance des démocrates et des libéraux pour l'Europe                     | 2 / 11 | 2             |
|        | Groupe des Verts/Alliance libre européenne                                | 0 / 11 | en stagnation |
|        | Gauche unitaire européenne/Gauche verte nordique                          | 4 / 11 | 3             |
|        | Europe de la liberté et de la démocratie directe                          | 0 / 11 | en stagnation |
|        | Europe des nations et des libertés                                        | 0 / 11 | en stagnation |
|        | Non-inscrits                                                              | 0 / 11 | en stagnation |